# Prvenstvo Avstralije 1936
Prvenstvo Avstralije 1936 v tenisu.

## Moški posamično
Adrian Quist :  Jack Crawford, 6–2, 6–3, 4–6, 3–6, 9–7

## Ženske posamično
Joan Hartigan Bathurst :  Nancye Wynne Bolton, 6–4, 6–4

## Moške dvojice
Adrian Quist /  Don Turnbull :  Jack Crawford /  Vivian McGrath, 6–8, 6–2, 6–1, 3–6, 6–2

## Ženske dvojice
Thelma Coyne /  Nancye Wynne :  May Blick /  Katherine Woodward, 6–2, 6–4

## Mešane dvojice
Nell Hall Hopman /  Harry Hopman :  May Blick /  Abe Kay, 6–2, 6–0